# Schering-Plough
A Schering-Plough foi uma empresa estadunidese do ramo farmacêutico que tem suas origens em 1851, fazendo parte do grupo Schering. A empresa anteriormente era chamada de SCHERING com origem na Alemanha.
Após o final da segunda guerra mundial, os bens alemães, fora do território alemão, foram levados a hasta pública nos países aliados e nos países do terceiro eixo, mantendo tanto o nome SCHERING bem como sua estrutura societária. Já nos países aliados,em sua grande maioria, a Shering foi adquirida pelos acionistas americanos dando-se o nome de SCHERING PLOUGH. No Brasil a aquisição foi
feita pelo grupo capitaneado por Assis Chateaubriand e sendo vendido aos americanos
na década de 60, tornando-se assim uma filial brasileira da SCHERING-PLOUGH americana.
Em 9 de março de 2009 foi anunciado que a Schering-Plough e Merck se uniram. Em 4 de novembro de 2009 Schering-Plough foi comprada pela Merck & Co e por meio de uma fusão deixou de ser uma empresa-chave e tornou-se uma subsidiária.

## História

### Farmacêuticos e produtos de consumo
A Schering foi fundada em 1851 por Ernest Christian Friedrich Schering com o nome Schering AG na Alemanha.[carece de fontes?]Plough, Incorporated foi fundada por um empresário de Memphis, Tennessee chamado Abe Plough (1892–1984) em 1908. Ele pegou $125 de seu pai para iniciar o negócio ao seus dezesseis anos. Como um negócio de um homem só, ele misturou "óleo de cura anti-séptico de Plough", uma "cura certa para qualquer doença de homem ou animal", e vendeu-o com um carrinho puxado por cavalos. As aquisições da Plough incluíram Aspirina de São José para crianças, Maybelline cosméticos, e Coppertone produtos de pele. Plough também operava uma divisão de radiofusão, atuando em Atlanta, Georgia; Baltimore, Maryland; Boston, Massachusetts; Chicago, Illinois; e Memphis, Tennessee.
Seguindo a entrada dos Estados Unidos na Segunda Guerra Mundial em 1941, o presidente dos Estados Unidos Franklin Delano Roosevelt ordenou que os produtos da Schering AG fossem apreendidos. A Schering AG se tornaria Schering Corporation. Ela foi administrada pelo governo estatal até 1952, quando foi vendida ao setor privado.[carece de fontes?]Em 1957, a Schering adquiriu a White Laboratories. Em 1971, a Schering Corporation foi fundida com a Plough, Incorporated. No tempo da fundição, Abe Plough foi o presidente da empresa recém fundida. Em 2000, a Schering Plough comprou um novo campus em Summit, New Jersey, da Novartis.[carece de fontes?]Em 9 de março de 2009 foi anunciado que a Schering-Plough e a Merck deveriam se fundir. Em 4 de novembro de 2009, a Schering-Plough fundiu-se à Merck & Co. e, por meio de uma fusão reversa, a Merck tornou-se uma subsidiária da Schering-Plough, que se renomeou Merck.